# Wilhelmsoord
Wilhelmsoord (Nedersaksisch ook Loeksham) is een buurtschap in de Nederlandse gemeente Emmen, gelegen tussen de Bargeres en Nieuw-Amsterdam. Hoewel de bebouwing niet stedelijk van karakter is, beschouwt de gemeente het als een stadswijk van Emmen.
Wilhelmsoord ligt zelf op het zand, maar is wel degelijk in de tijd van de vervening ontstaan. Het is, net als de Wilhelmsweg waaraan het ligt, genoemd naar de gebroeders Frieling uit Noordbarge, die 'Wilhelms jongs' werden genoemd. Voordat de exploitatie van het gebied op gang kwam, liep alleen de Oude Delft door het gebied, een afwateringskanaal voor het Bargermeer. Het gebied werd toen aangeduid met Loeksham, omdat een zekere Loeks (Lucas) de eigenaar was van een stuk land in een ham van dit kanaal. In de volksmond wordt deze naam nog altijd gebruikt.
Het dialect van Wilhelmsoord is vrijwel gelijk aan dat van Emmen en Noord- en Zuidbarge, maar verschilt aanzienlijk van de taal der omringende veendorpen Nieuw-Amsterdam, Erica en Nieuw-Dordrecht.